# Liga Española de Baloncesto 1967-1968
La Liga Española de Baloncesto 1967-1968 è stata la 12ª edizione del massimo campionato spagnolo di pallacanestro maschile. La vittoria finale è stata ad appannaggio del Real Madrid.

## Risultati

### Stagione regolare
|     | Squadra                | G  | V  | P  | PF    | PS    | P.ti | Qualificazione                    |
| --- | ---------------------- | -- | -- | -- | ----- | ----- | ---- | --------------------------------- |
| 1.  | Real Madrid            | 20 | 18 | 2  | 1.597 | 1.253 | 38   |                                   |
| 2.  | Estudiantes            | 20 | 16 | 4  | 1.552 | 1.333 | 36   |                                   |
| 3.  | Juventud Badalona      | 20 | 16 | 4  | 1.572 | 1.194 | 36   |                                   |
| 4.  | Kas                    | 22 | 11 | 9  | 1.571 | 1.348 | 31   |                                   |
| 5.  | Atl. San Sebastián     | 22 | 11 | 9  | 1.318 | 1.358 | 31   |                                   |
| 6.  | Picadero JC            | 20 | 9  | 11 | 1.469 | 1.398 | 29   |                                   |
| 7.  | CD Mataró              | 20 | 9  | 11 | 1.421 | 1.381 | 29   |                                   |
| 8.  | Barcellona             | 20 | 6  | 14 | 1.469 | 1.527 | 26   |                                   |
| 9.  | Vallehermoso OJE       | 20 | 6  | 14 | 1.362 | 1.672 | 26   | spareggi retrocessione/promozione |
| 10. | RC Náutico de Tenerife | 20 | 5  | 15 | 1.087 | 1.402 | 25   | spareggi retrocessione/promozione |
| 11. | Águilas de Bilbao      | 20 | 3  | 17 | 1.216 | 1.636 | 23   | retrocesso in Segunda División    |

| Liga Española de Baloncesto 1967-1968 |
| ------------------------------------- |
| Real Madrid 10º titolo                |

### Spareggi retrocessione/promozione
| Squadra 1       | Totale  | Squadra 2              | Andata | Ritorno |
| --------------- | ------- | ---------------------- | ------ | ------- |
| Bosco La Coruña | 89–99   | Vallehermoso OJE       | 42–49  | 57–40   |
| Real Canoe      | 120-112 | RC Náutico de Tenerife | 72–52  | 50–72   |

## Formazione vincitrice
| N° | Naz.                   | Ruolo | Sportivo            |  | Alt. |  |
| -- | ---------------------- | ----- | ------------------- |  | ---- |  |
| 4  | Spagna (bandiera)      | G     | Ramón Guardiola     |  | 192  |  |
| 5  | Spagna (bandiera)      | P     | José Ramón Ramos    |  |      |  |
| 6  | Spagna (bandiera)      | C     | Cristóbal Rodríguez |  | 202  |  |
| 7  | Spagna (bandiera)      | G     | Lolo Sainz          |  | 186  |  |
| 8  | Spagna (bandiera)      | AP    | Vicente Paniagua    |  | 194  |  |
| 9  | Spagna (bandiera)      | A     | Toncho Nava         |  | 190  |  |
| 10 | Spagna (bandiera)      | AP    | Emiliano Rodríguez  |  | 191  |  |
| 11 | Spagna (bandiera)      | A     | Carlos Sevillano    |  | 183  |  |
| 12 | Stati Uniti (bandiera) | C     | Miles Aiken         |  | 198  |  |
| 13 | Spagna (bandiera)      | C     | Clifford Luyk       |  | 202  |  |
| 14 | Stati Uniti (bandiera) | AP    | Wayne Brabender     |  | 193  |  |
|    | Spagna (bandiera)      | All.  | Pedro Ferrándiz     |  |      |  |